# Żółty bocian
Żółty bocian (ros. Жёлтый аист, Żoltyj aist) – radziecki krótkometrażowy film animowany z 1950 roku w reżyserii Lwa Atamanowa powstały na podstawie chińskiej baśni.

## Fabuła
Wesoły wędrowiec Mi nie ma w zwyczaju kłaniać się możnowładcom. Ważni są dla niego zwykli ludzie, którzy ciężką pracą dają coś innym. Lokalny mandaryn jest oburzony zachowaniem Mi i postanawia go zabić. Na szczęście Mi udaje się uniknąć śmierci. Wkrótce potem postanawia wyruszyć w podróż. Przed wędrówką Mi pozostawia w gospodzie żółtego bociana, który ma tańczyć dla prostych ludzi. Kiedy samolubny mandaryn dowiaduje się o tym, chce mieć ptaka tylko dla siebie, dlatego też zabiera go do pałacu i tam każe występować.
Starodawne chińskie opowieści o wędrownym muzyku Mi powstawały w czasach, kiedy Chinami rządzili surowi i despotyczni Mandaryni.

## Animatorzy
Boris Diożkin, Lidija Riezcowa, Łamis Briedis, Walentin Łałajanc, Boris Czani, Władimir Danilewicz, Dmitrij Biełow, Michaił Botow

## Obsada głosowa
- Nikołaj Aleksandrowicz – Wesoły Wędrowiec Mi
- Władimir Władisławski – mandaryn
- Dmitrij Kara-Dmitrijew – mistrz herbaty

## Nagrody
- 1951: Dyplom Honorowy na Międzynarodowym Festiwalu Filmowym w  Delhi
- 1952: Dyplom na Międzynarodowym Festiwalu Filmowym w Bombaju[3][4]

## Wersja polska
W Polsce film został w wydany w serii: Bajki rosyjskie (odc. 8) oraz w serii Bajki chińskie razem z filmem Bracia Lu na kasetach VHS od 1 stycznia 2002 roku.
Opracowanie: Telewizyjne Studia Dźwięku – Warszawa

Reżyseria: Stanisław Pieniak

Dialogi: Stanisława Dziedziczak

Teksty piosenek i wierszy: Andrzej Brzeski

Opracowanie muzyczne:
- Janusz Tylman,
- Eugeniusz Majchrzak

Dźwięk:
- Robert Mościcki,
- Jan Jakub Milęcki

Montaż: Jolanta Nowaczewska

Kierownictwo produkcji: Krystyna Dynarowska

Wystąpili:
- Paweł Szczesny –
  - Wesoły Wędrowiec Mi (dialogi),
  - mistrz herbaty (śpiew)
  - młody Chińczyk,
  - Narrator
- Ryszard Olesiński –
  - Wesoły Wędrowiec Mi (śpiew)
  - mistrz herbaty (dialogi),
  - stary Chińczyk
- Włodzimierz Press – mandaryn

Lektor: Krzysztof Strużycki